# ۴-آمینوپیریدین
۴-آمینوپیریدین (به انگلیسی: 4-Aminopyridine) با فرمول شیمیایی C5H6N2 یک ترکیب شیمیایی با شناسه پاب‌کم 1727 است. که جرم مولی آن 94.1146 می‌باشد. شکل ظاهری این ترکیب، جامد بی‌رنگ است.